# Hartford (Kansas)
Pour les articles homonymes, voir Hartford.
Hartford est une petite ville du comté de Lyon au Kansas.

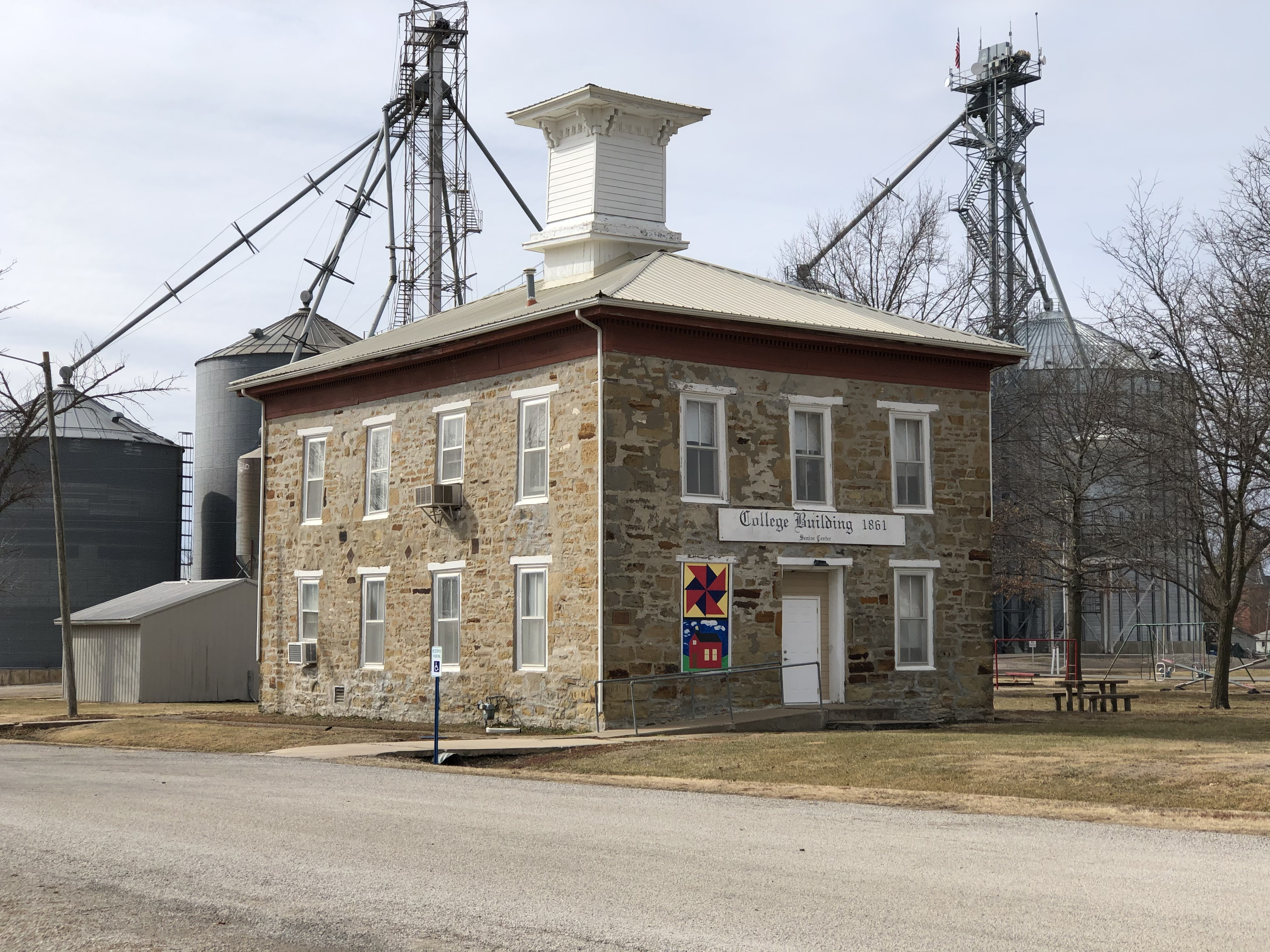
Bâtiment du Collège (1861)

Sa population était de 371 habitants en 2010.